# Tom Sean
Tom Sean, rodným jménem Tomas Sean Pšenička, (* 9. července 2004 Dublin, Irsko) je český popový zpěvák, skladatel, herec a hudební producent. Do povědomí veřejnosti se poprvé zapsal hity „Heart Hotel“ a „Reach the Stars“. Od té doby vydal dalších dvacet singlů, jedno EP a jedno studiové album. Žánrově je jeho aktuální tvorba definovatelná jako indie pop s prvky současného R&B.

## Život
Narodil se v irském Dublinu, odkud se s rodinou odstěhoval do Česka. Vystudoval Základní školu Emmy Destinnové, odkud pokračoval na Pražskou konzervatoř, kde vystudoval obor herectví.
Díky tomu, že strávil nemalou část života v Irsku, umí od malička skvěle anglicky. To je jistě velkou výhodou při psaní jeho písní, které skládá primárně právě v angličtině.

## Rodina
Jeho otec, povoláním manažer v developmentu, se umění nikdy nevěnoval, avšak bez blízkých vzorů, které by v hudební dráze následoval, Tom nevyrůstal. Jeho matka Bohdana v mládí zpívala v punkové kapele a jeho bratrem je herec, zpěvák a moderátor David Gránský. Krom něj má ještě jednoho (nejstaršího) bratra Jaroslava, který se živí jako realitní makléř. Tom je tak nejmladší ze tří bratrů. Přítelkyní Tomase je od roku 2024 Josefína Prachařová, dcera herečky Lindy Rybové a herce Davida Prachaře.

## Hudební kariéra

### 2018–2019 – Začátky
Zpočátku Sean působil na platformě Musical.ly (dnes TikTok), kde si ho všiml etablovaný hudební producent Honza Gajdoš, který si Toma vyscoutoval a se stal jeho managerem.
Pod jeho taktovkou vydal Tom Sean 25. listopadu 2018 svůj debutový singl „Heart Hotel“. Autorem skladby je americký hitmaker a držitel Grammy Michael Jay a o produkci se postaral Honza Gajdoš. Nahrávka se setkala s úspěchem - videoklip k ní má (k 26. 10. 2024) 782 tisíc zhlédnutí, bodoval v rádiových hitparádách a obsadil přední příčky žebříčku na iTunes (v ČR).
Stejní autoři jsou podepsaní i pod Seanovým druhým singlem „Reach The Stars“, na kterém se jako host objevuje rapper Justice. Píseň měla komerční úspěch, mimo jiné vyhrála hitparádu rádia Kiss.
Třetí Tomův singl zpívaný společně s herečkou a zpěvačkou Mínou, slovenským rapperem ESEM a Dominikou Myslivcovou „Neboj se říct“, vyšel 21. června 2019. Zabývá se tématem šikany, jejíž oběti si kladl za cíl podpořit a dodat jim odvahu své úskalí řešit. V rámci mediální kapaně se za poselství písně postavila řada veřejně známých osobností, mezi nimiž byl například slovenský rapper Rytmus se svou manželkou a známou moderátorkou Jasminou Alagič, herec Martin Dejdar či herečka Sabina Laurinová. Videoklip k písni má k březnu 2022 přes 813 tisíc zhlédnutí, což z něj dělá Seanovo nejsledovanější video na platformě YouTube.
Pod novým vydavatelstvím (Universal Music) spatřil v říjnu 2019 světlo světa singl „Lost“. Píseň vznikla na motivy skutečné události kdy Tom zachránil život své kamarádce. Tento intenzivní zážitek zanechal v mladém Seanovi emoce, ze kterých cítil potřebu se vypsat. To dalo za vznik textu této skladby, který je zpěvákův vůbec první autorský.
Nedlouho poté následovalo vydání duetu s rapperem Lil Grippiem, „Stopy“, zpěvákovou první písní zpívanou v češtině.

### 2020–2022 – Nevinný oběti, Závislý, Ubal a zmiz, Noční Praha a ze zpěváka (občas) producentem
Českých textů se Tom držel i nadále. Na singlu „Nevinný oběti“, který vyšel 14. února 2020, rozebírá problémy rasové diskriminace, homofobie a šikany. Název písně je odvozený od této pasáže textu: "Ať maj jakýkoli oči, ať jsou jakýkoli pleti / V Orlandu pak padaj nevinný oběti". Sean ve svých slovech odkazuje na masovou střelbu v orlandském gay klubu Pulse z roku 2016, při níž zahynulo 50 lidí.
V červnu 2020 vydal Tom v pořadí druhý duet se slovenským rapperem ESEM, s názvem „Závislý“. K němu vydal 26. 7. 2021, přesně rok po vydání, svůj vůbec první remix.
Dne 3. srpna 2020 následoval singl „Fine“, o jehož produkci se postaral opět Honza Gajdoš. Hudbu a text spolu s Tomem napsal skladatel, textař a zpěvák Vojta Marek, na jehož písních se později Tom podílel jako producent. Dovednosti v této hudební disciplíně nabyl během koronavirové pandemie a s ní spojených lockdownů, díky kterým měl velké množství volného času. Z něj většinu věnoval právě zdokonalování svých producentských schopností, které začal naplno využívat už v tom samém roce.
Už v roce 2020 se také začal více angažovat jako skladatel a textař. Je jako spoluautor podepsán i pod skladbou „Jiný“ tehdejší spolužačky a hudební kolegyně Naty Hrychové, a na rok zakončil úspěchem s virálním hitem „Díky vám“. Ten nazpívali herci ze seriálu Sestřičky jako poděkování všem skutečným zdravotníkům za práci odvedenou během pandemie. Tom psal k písni hudbu a jeho bratr David, který hraje v seriálu jednu z hlavních rolí, zase text. V létě 2021 pak vyšel Seanův remix písně „In Flames“ od Vojty Marka.
Dne 13. prosince 2020 vyšel singl s názvem „TY TO VÍŠ“. Ten se setkal s úspěchem v hitparádě Rádia Junior, ve které se suverénně udržel celých deset týdnů, tedy maximální možnou dobu.
Přesně o dva měsíce poté v únoru vydal Sean videoklip k nové písni „Sami“, jejíž text reaguje na vývoj mezilidských vztahů, samotu a celkovou hořkost plynoucí z pandemie covidu-19. Po ní následovala „Ubal a zmiz“, ústřední píseň stejnojmenné filmové komedie, k níž psal spolu s kytaristou a zpěvákem Jaroslavem Divišem hudbu. 13. 6. 2021 vyšla jako singl.
V srpnu 2021 vydal R&B inspirovanou píseň s názvem „Noční Praha“. Nazpíval ji společně se slovenskou zpěvačkou a youtuberkou Klarisou a po „Závislý" tak jde o Seanův v pořadí druhý česko-slovenský song, tedy skladbu obsahující pasáže zpívané v obou jazycích. Se svým bezmála čtvrtmilionem streamů na Spotify se singl stal jedním ze zpěvákových hitů. Na tento úspěch navázal o čtyři měsíce později singlem „Vždycky budeš“.

### 2024 – Debutové album
Na konci roku 2023 se zúčastnil českého národního kola Eurovize, kde s písní Dopamine Overdose usiloval o to, aby reprezentoval Česko v květnu 2024 v Malmö. V hlasování českých i světových diváků obsadil 4. místo.
29. listopadu 2024 vydal Tom Sean své debutové studiové album STUDIO MADNESS. Čítá 11 písní včetně singlů "Don't Go", "Runnin' In Deep", "blue eyes" a "fadeawayyyyyyy". Objevují se na něm tři hudební hosté: kapela We Are Dommi, hudebník Simon Opp a zpěvačka Annabelle. Většinu songů na desce si Sean produkoval sám, kromě jeho jména se pak nejčastěji v roli producenta objevuje Ronald Janeček.
Album je zejména po produkční stránce znatelným odklonem od tradičního popu, který vévodil zpěvákově rané tvorbě, k alternativnějšímu indie popu. Znatelná je na něm také inspirace současným R&B.
Křest alba proběhl v den vydání v pražském klubu Roxy.

### Vydavatelství
Od roku 2020 patří Tom Sean pod vydavatelství Young Republic. To založil Seanův producent a manažer Honza Gajdoš. Vydavatelství sdružuje mimo jiné i hudební jména jako Simon Opp, Yababy, Dominik Grey nebo Dominika Lukešová alias Dommi-Anne.

## Diskografie

### Studiová alba
| Název          | Datum vydání | Vydavatel      |
| -------------- | ------------ | -------------- |
| STEREO MADNESS | 29. 11. 2024 | Young Republic |

### Singly
| Píseň                                                | Datum vydání | Skladatelé                                                             | Vydavatel                  |
| ---------------------------------------------------- | ------------ | ---------------------------------------------------------------------- | -------------------------- |
| Heart Hotel                                          | 25. 11. 2018 | Michael Jay, Johny Pedersen                                            | S.M.I.L.E.                 |
| Reach the Stars (feat. Justice)                      | 31. 3. 2019  | Michael Jay, Bassel Tabet, Yann Rouiller, Jonas Johnson                | S.M.I.L.E.                 |
| Neboj se říct (feat. Mína, Dominika Myslivcová, ESO) | 21. 6. 2019  | Honza Gajdoš, Ondřej Osvald, Gábina Soukupová                          | Schubert Music             |
| Lost                                                 | 2. 10. 2019  | Honza Gajdoš, Rebbel                                                   | Universal Music            |
| Stopy (feat. LIL Grippie)                            | 15. 12. 2019 | Tom Sean, Lil Grippie, Honza Gajdoš                                    | Universal Music            |
| Nevinný oběti                                        | 14. 2. 2020  | Tom Sean, Honza Gajdoš                                                 | Young Republic / Ruka Hore |
| Závislý (feat. ESO)                                  | 27. 6. 2020  |                                                                        | Young Republic / Ruka Hore |
| Fine                                                 | 3. 8. 2020   | Tom Sean, Vojta Marek                                                  | Young Republic / Ruka Hore |
| TY TO VÍŠ                                            | 13. 12. 2020 | Tom Sean, Štěpán Gajdošík, Honza Gajdoš                                | Young Republic             |
| Sami                                                 | 17. 2. 2021  | Tom Sean, Honza Gajdoš                                                 | Young Republic / Ruka Hore |
| Love Is Everywhere                                   | 7. 5. 2021   | Eric J Van Tijn, Hans Peter Van Leeuwen, Jochen Fluitsma, Tom Sean     | Young Republic / Ruka Hore |
| Ubal a zmiz                                          | 13. 6. 2021  | Tom Sean, Jaroslav Diviš, Samuel Gyertyák                              | Young Republic / Ruka Hore |
| Noční Praha (feat. Klarisa)                          | 1. 8. 2021   | Tom Sean, Ondřej Běhan, Honza Gajdoš                                   | Young Republic / Ruka Hore |
| Vždycky budeš                                        | 5. 12. 2021  | Armin Effenberger, Tom Sean, Honza Gajdoš                              | Young Republic / Ruka Hore |
| Like the Ocean (feat. Dommi-Anna)                    | 8. 12. 2022  | Chelcee Grimes, Oliver Lindop, Kaylan Leo, Singh Amrit, Wilkinson Josh | Young Republic / Ruka Hore |
| Don't Go                                             | 28. 4. 2023  | Tom Sean, Magdaléna Prostá, Honza Gajdoš                               | Young Republic / Ruka Hore |
| Should We Go Back                                    | 9. 6. 2023   | Alessandro Benetazzo, Frederico Baldini, Honza Gajdoš                  | Young Republic / Ruka Hore |
| Dopamine Overdose                                    | 4. 12. 2023  | Tom Sean, Lukas Hällgren, Edwin Lindnerg, Jan Vávra                    | Song Empire                |
| Runnin' In Deep (feat. Simon Opp)                    | 29. 7. 2024  | Tom Sean, Šimon Opp, Rony Janeček                                      | Young Republic             |
| blue eyes                                            | 20. 8. 2024  | Tom Sean, Marie April Diviš                                            | Young Republic             |
| fadeawayyyyyyy                                       | 25. 10. 2024 | Tom Sean, Marie April Diviš                                            | Young Republic             |
| my little angel                                      | 22. 11. 2024 | Tom Sean, Marie April Diviš                                            | Young Republic             |

### EP
| Název    | Datum vydání | Vydavatel                  |
| -------- | ------------ | -------------------------- |
| Don't Go | 28. 4. 2023  | Young Republic / Ruka Hore |

## Herecká kariéra
Tom studuje herectví na Pražské konzervatoři a díky své rodině měl k herectví vždy blízko. Poprvé se na televizní obrazovce objevil ve čtrnácti letech v seriálu Modrý kód v roli Jakuba, o rok později si zahrál v seriálu Krejzovi.
Od roku 2019 natáčí trailer k připravovanému filmu Provařená, ve kterém hraje postavu Lukáše. Film vzniká na motivy stejnojmenného románu a Tom se v něm objeví po boku například Barbory Seidlové nebo Davida Krause.
Od roku 2022 se Tom objevil v seriálech Chlap, Případy 1. oddělení či Specialisté. Od roku 2023 ztvárňuje postava Tondy Suchého v seriálu Ordinace v růžové zahradě 2. Hraje jednu z hlavních rolí v seriálu TV Nova Sex O'Clock.
Po boku Pavly Beretové hrál v celovečerním filmu Amerikánka režiséra Viktora Tauše, který měl premiéru 26. září 2024. Téhož roku se objevil ještě ve snímku Sucho režiséra Bohdana Slámy a hrál v seriálu TV Nova Policie Hvar.